# Petit salé
Pour les articles homonymes, voir Petit et Salaison (homonymie).
Le petit salé ou petit-salé est une recette de cuisine traditionnelle de la cuisine française, à base de mélange de certains morceaux de viande de porc salés, généralement cuisinés avec des lentilles, ou légumes .

## Historique
Cette recette ancestrale traditionnelle remonte aux techniques de salaison de l'Antiquité (conservation de la viande avec de la saumure) de la cuisine gauloise. 

## Recette
Si toute chair est bonne pour cuisiner du petit salé, la recette est généralement réalisée avec divers morceaux de lard, couenne, jarret, jambonneau, palette, échine, travers ou saucisse du commerce, ou immergés un certain temps dans une saumure, pour en permettre la conservation.
La salaison familiale est traditionnellement réalisée en ajoutant différentes couches de viande salées dans de la saumure, dans un récipient en terre cuite, sans laisser d'air dans le récipient. Le dessalage est réalisé, au moment de cuisiner, dans un récipient d'eau froide pendant 2 heures en changeant d'eau régulièrement.
Le petit salé est généralement cuisiné aux lentilles (ou aux légumes, chou, haricots blancs) avec en particulier des lentilles vertes du Puy des cuisines auvergnate et lyonnaise,,.